# Wojna rosyjsko-turecka (1686–1700)
Wojna rosyjsko-turecka 1686–1700 – wojna pomiędzy Carstwem Rosyjskim a Imperium Osmańskim, będąca częścią walki państw europejskich przeciw agresji tureckiej. 
W 1686 roku car Rosji Piotr I zdecydował się przyłączyć do działań antytureckiej Świętej Ligi (w 1684 – Austria, Rzeczpospolita, Wenecja, Państwo Kościelne). W latach 1686–1689 Rosjanie przeprowadzili nieudaną kampanię na Krymie w 1687 i 1689. W latach 1695–1696 próbowali zdobyć należący do Imperium Osmańskiego port Azow w ramach tzw. kampanii azowskiej. Jako, że samo oblężenie od strony lądu nie wystarczało do zajęcia miasta lub wzięcia go głodem, Rosjanie wysłali swoją flotę na Morze Azowskie, blokując Turkom dostęp do miasta od strony morza. Po licznych atakach z lądu i morza miasto poddało się 28 lipca 1696 roku. W związku z przygotowaniami Rosji do wojny ze Szwecją i zawarciem przez inne państwa na Kongresie Karłowickim 1698 – 1699 pokoju z Turcją, po trwającym kilka lat konflikcie obie strony podpisały w roku 1700 w Konstantynopolu traktat pokojowy na okres 30 lat. Azow przekazano Rosji.

## Dalsze dzieje
Azow przeszedł, wraz z Zaporożem, w 1711 roku w ręce Turcji w wyniku traktatu pruckiego. Tereny te Rosja odzyskała ostatecznie w 1739 roku.

## Bibliografia

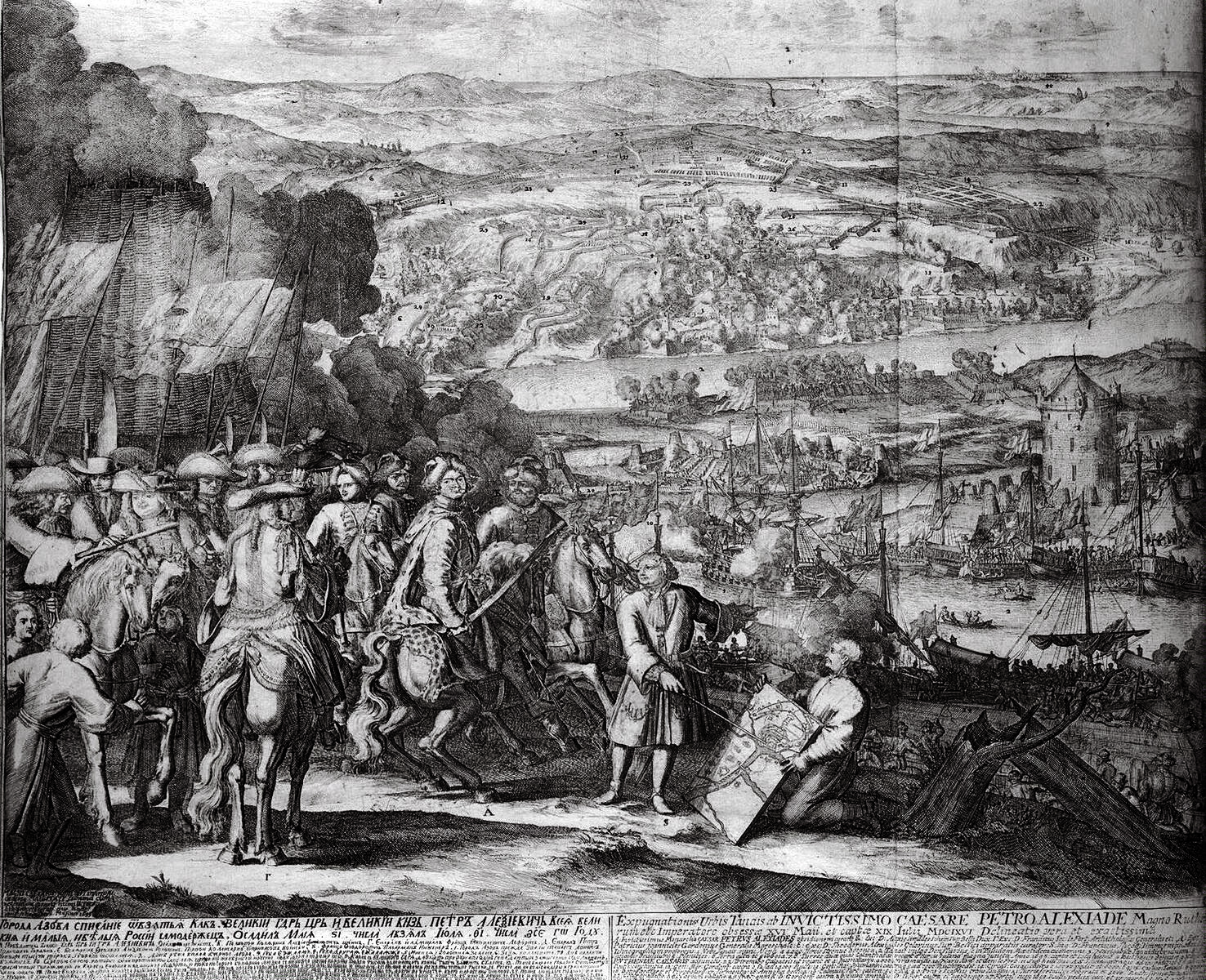
Zdobycie Azowa